# Conan III Gruby
Conan III Gruby (ur. 1093 lub 1096, zm. 17 września 1148), książę Bretanii, syn księcia Alana IV Ferganta i Ermengardy, córki Fulka IV, hrabiego Andegawenii.
Bretanię odziedziczył w 1112 r., kiedy jego ojciec został zmuszony do abdykacji. Początkowo był sojusznikiem króla Francji Ludwika VI Grubego. Później jednak sprzymierzył się z królem Anglii. Ok. 1113 r. poślubił Maud FitzRoy, nieślubną córkę króla Anglii Henryka I Beauclerca i jego nieznanej z imienia kochanki. Małżeństwo to miało służyć umocnieniu porozumienia anglo-bretońskiego. Conan i Maud mieli syna i dwie córki:
- Konstancję
- Bertę (ur. ok. 1114), żona Alana Bretońskiego, 1. hrabiego Richmond, i Odona de Porhoet
- Hoela III (zm. 1156), książę Bretanii.

Na łożu śmierci Conan wydziedziczył swojego syna Hoela, którego ogłosił nieślubnym dzieckiem. Po jego śmierci spowodowało to kilkuletnią wojnę domową w Bretanii.